# Costanzo (militare)
Costanzo (latino: Constantius; fl. VII secolo) è stato un militare bizantino, vir magnificus e comandante delle truppe bizantine del Ducato di Napoli.

## Biografia
Costanzo fu posto al comando delle truppe bizantine del Ducato di Napoli da papa Gregorio I, il quale chiese invano all'esarca Romano l'invio di un dux a Napoli. In una lettera, papa Gregorio chiese ai soldati di porre fiducia nel tribuno e di eseguire i suoi ordini. Nel 592 Costanzo riuscì a respingere le truppe di Arechi I di Benevento e Ariulfo, difendendo la città.